# My děti ze stanice ZOO
My děti ze stanice ZOO (v německém originále Wir Kinder vom Bahnhof Zoo) je román skládající se ze série reportáží, které podle výpovědi čtrnáctileté narkomanky Christiane F. (celým příjmením Felscherinow, * 20. května 1962), zaznamenané na magnetofonových páskách, sepsali němečtí novináři Kai Hermann a Horst Rieck. S dívkou Christiane si domluvili dvouhodinový rozhovor, který se protáhl na dva měsíce.
Text nejprve vycházel na pokračování v časopise Stern, v roce 1978 byl vydán knižně. Kniha byla velice úspěšná a vyšla v mnoha jazycích, často v několika vydáních. V Německu vedla k odtabuizování otázky drogově závislých mladistvých ve věku 12–15 let.

## Děj
Mladistvá západoberlínská narkomanka ich-formou začíná vyprávění tím, jak se jako šestiletá ocitla na berlínském sídlišti Gropiusstadt s minimem možností zábavy pro děti. Popisuje rodinné potíže vedoucí k rozvodu rodičů, a první kontakt s drogami v mládežnickém klubu Dům Středu. Kniha pojednává o jejím přechodu od příležitostného užívání hašiše, LSD a uklidňujících i stimulačních léků na předpis až k těžké závislosti na heroinu a všemu, co s ní souvisí: těžké a rapidní zhoršování zdravotního stavu, snaha opatřit si peníze na dávku (žebrání, krádeže, prostituce); o občasných neúspěšných pokusech zbavit se závislosti a přístupu rodičů. Nakonec je Christiana nucena se přestěhovat k příbuzným do Západního Německa. V novém prostředí úspěšně překonává závislost na heroinu a snaží se začít normální život.
Příběh se odehrává v 70. letech 20. století v Západním Berlíně, kniha je pojmenovaná podle nádraží Berlín Zoologischer Garten, které v té době bylo centrem narkomanů.
Do vyprávění jsou vkládány výpovědi různých souvisejících osob, např. Christianiny matky nebo kriminální vyšetřovatelky, která sepsala o případu Christiany protokol.

## Pokračování
V roce 2013 autorka vydala navazující knihu. V češtině dílo vyšlo pod názvem Christiane F. – Můj druhý život v roce 2014. V této knize autorka popisuje svůj život po skončení děje z první knihy až do současnosti.

## Film
V letech 1980–1981 byla kniha zfilmována pod titulem My děti ze stanice Zoo. V roce 2019 byl natočen nový německý osmidílný seriál My děti ze stanice Zoo, který se částečně točil i v České republice. Uveden byl v únoru 2021 v produkci Amazonu.